# Paralichthys tropicus
Paralichthys tropicus är en fiskart som beskrevs av Ginsburg, 1933. Paralichthys tropicus ingår i släktet Paralichthys och familjen Paralichthyidae. Inga underarter finns listade i Catalogue of Life.